# Tradizione Microlitica Artica
La Tradizione Microlitica Artica, conosciuta anche come Arctic Small Tool tradition, è il nome dato in archeologia a un movimento culturale che ha interessato l'area dell'Artico nel tardo periodo arcaico della preistoria del Nord America, intorno al 2500 a.C. Le aree interessate sono l'Alaska, il Canada artico e la Groenlandia.
L'elemento più caratterizzante di queste culture è l'utilizzo di una sofisticata tecnologia microlitica che consente la produzione di una serie di manufatti quali: microlame, piccoli nuclei a forma di cuneo, piccoli bifacciali, microbulini, raschiatoi di vario tipo ed altri microliti.
Il nome "Arctic Small Tool tradition" (indicato spesso con l'acronimo ASTt) venne proposto nel 1957 dall'archeologo americano William Irving per indicare la affinità fra diverse culture identificate in Alaska (Denbigh Flint Complex), Canada (Pre-Dorset), e Groenlandia (Independence I e Saqqaq).
Studi effettuati negli anni '60 e inizio 70' hanno inoltre dimostrato lo stretto legame di discendenza che esiste fra la cultura Pre-Dorset e la cultura Dorset che emerge nel Canada dopo il 1000 a.C. Per questo la cultura Dorset è anche indicata come appartenente al Tardo ASTT, per contro le culture Pre-Dorset, Independence I e Saqqaq sono complessivamente identificate come Primo ASTT. Nel 1994 alcuni studiosi hanno proposto l'utilizzo dei termini "Primo Paleoeskimo" e "Tardo Paleoeskimo" per indicare le culture dell'Artico orientale indicate come Primo ASTt e Tardo ASTt rispettivamente.